# Miss World 2019
Miss World 2019 – 69. wybory Miss World. Gala finałowa odbyła się 14 grudnia 2019 w ExCeL w Londynie, Wielka Brytania. Miss World została reprezentantka Jamajki Toni-Ann Singh.
Polskę reprezentowała Miss Polonia 2018 Milena Sadowska.

## Rezultaty
| Tytuł           | Laureatka |
| --------------- | --- |
| Miss World 2019 | Jamajka – Toni-Ann Singh |
| I Wicemiss      | Francja – Ophély Mézino |
| II Wicemiss     | Indie – Suman Rao |
| Top 5           | Brazylia – Elís Miele Coelho · Nigeria – Nyekachi Douglas |
| Top 12          | Filipiny – Michelle Dee · Kenia – Maria Wavinya · Meksyk – Ashley Alvídrez · Nepal – Anushka Shrestha · Rosja – Alina Sanko · Wietnam – Lương Thùy Linh · Wyspy Cooka – Tajiya Eikura Sahay |
| Top 40          | Anglia – Bhasha Mukherjee · Antigua i Barbuda – Taqiyyah Francis · Australia – Sarah Marschke · Brytyjskie Wyspy Dziewicze – Rikkiya Brathwaite · Chiny – Li Peishan · Dania – Natasja Kunde · Gujana – Joylyn Conway · Hiszpania – María del Mar Aguilera · Hongkong – Lila Lam · Indonezja – Princess Megonondo · Malezja – Alexis SueAnn Seow · Mołdawia – Elizaveta Kuznitova · Mongolia – Tsevelmaa Mandakh · Nowa Zelandia – Lucy Brock · Paragwaj – Araceli Bobadilla · Polska – Milena Sadowska · Południowa Afryka – Sasha-Lee Olivier · Portoryko – Daniella Rodríguez · Portugalia – Inês Brusselmans · Stany Zjednoczone – Emmy Cuvelier · Szkocja – Keryn Matthew · Tajlandia – Narintorn Chadapattarawalrachoat · Trynidad i Tobago – Tya Janè Ramey · Tunezja – Sabrine Mansour · Uganda – Oliver Nakakande · Ukraina – Marharyta Pasha · Walia – Gabriella Jukes · Wenezuela – Isabella Rodríguez |

### Kontynentalne Królowe Piękności
| Tytuł               | Laureatka                         |
| ------------------- | --------------------------------- |
| Miss Afryki         | Nigeria – Nyekachi Douglas        |
| Miss Ameryki        | Brazylia – Elís Miele Coelho      |
| Miss Azji i Oceanii | Indie – Suman Rao                 |
| Miss Europy         | Francja – Ophély Mézino           |
| Miss Karaibów       | Gujana – Joylyn Conway            |
| Miss Oceanii        | Wyspy Cooka – Tajiya Eikura Sahay |

### Nagrody specjalne
| Tytuł                     | Laureatka                                       |
| ------------------------- | ----------------------------------------------- |
| Miss Multimediów          | Nepal – Anushka Shrestha                        |
| Miss Top Model            | Nigeria – Nyekachi Douglas                      |
| Miss Sportu               | Brytyjskie Wyspy Dziewicze – Rikkiya Brathwaite |
| Miss Talent               | Jamajka – Toni-An Singh                         |
| Miss Piękna z Przesłaniem | Nepal – Anushka Shrestha                        |

## Lista kandydatek
| Państwo                              | Kandydatka                       | Wiek | Miasto rodzinne           |
| ------------------------------------ | -------------------------------- | ---- | ------------------------- |
| Albania                              | Atalanta Kercyku                 | 20   | Tirana                    |
| Anglia                               | Bhasha Mukherjee                 | 23   | Derby                     |
| Angola                               | Brezana Da Costa                 | 24   | Luanda                    |
| Antigua i Barbuda                    | Taqiyyah Francis                 | 25   | Saint John’s              |
| Argentyna                            | Judit Grnja                      | 18   | Villa Ángela              |
| Armenia                              | Liana Voskerchyan                | 20   | Erywań                    |
| Aruba                                | Ghislaine Mejia                  | 20   | Oranjestad                |
| Australia                            | Sarah Marschke                   | 20   | Sydney                    |
| Bahamy                               | Nyah Bandelier                   | 18   | Eleuthera                 |
| Bangladesz                           | Rafah Nanjeba Torsa              | 21   | Chittagong                |
| Barbados                             | Che Amor Greenidge               | 25   | Bridgetown                |
| Belgia                               | Elena Castro Suarez              | 19   | Antwerpia                 |
| Białoruś                             | Anastasia Laurynchuk             | 18   | Mińsk                     |
| Boliwia                              | Iciar Díaz Camacho               | 20   | Santa Cruz                |
| Bośnia i Hercegowina                 | Ivana Ladan                      | 20   | Jajce                     |
| Botswana                             | Oweditse Phirinyane Gofaone      | 25   | Gaborone                  |
| Brazylia                             | Elís Miele Coelho                | 20   | Serra                     |
| Brytyjskie Wyspy Dziewicze           | Rikkiya Brathwaite               | 22   | Tortola                   |
| Bułgaria                             | Margo Cooper                     | 26   | Sofia                     |
| Chile                                | Ignacia Albornoz Olmedo          | 17   | Santiago                  |
| Chiny                                | Li Peishan                       | 20   | Pekin                     |
| Chorwacja                            | Katarina Mamić                   | 22   | Żupania licko-seńska      |
| Curaçao                              | Sharon Meyer                     | 22   | Willemstad                |
| Czarnogóra                           | Mirjana Muratović                | 19   | Podgorica                 |
| Czechy                               | Denisa Spergerová                | 18   | Czeskie Budziejowice      |
| Dania                                | Natasja Kunde                    | 18   | Kopenhaga                 |
| Dominikana                           | Alba Marie Blair                 | 21   | Jarabacoa                 |
| Ekwador                              | María Auxiliadora Idrovo         | 18   | Guayaquil                 |
| Etiopia                              | Feven Gebreslassie               | 22   | Addis Ababa               |
| Filipiny                             | Michelle Dee                     | 23   | Makati                    |
| Finlandia                            | Dana Mononen                     | 19   | Helsinki                  |
| Francja                              | Ophély Mézino                    | 20   | Morne-à-l'Eau             |
| Ghana                                | Rebecca Kwabi                    | 26   | Accra                     |
| Gibraltar                            | Celine Bolaños                   | 22   | Gibraltar                 |
| Grecja                               | Rafaela Plastira                 | 20   | Trikala                   |
| Gruzja                               | Nini Gogichaishvili              | 24   | Tbilisi                   |
| Gujana                               | Joylyn Conway                    | 20   | Georgetown                |
| Gwadelupa                            | Anaïs Lacalmontie                | 22   | Basse-Terre               |
| Gwatemala                            | Dulce María Ramos García         | 22   | Cuilapa                   |
| Gwinea Bissau                        | Laila Samati                     | 21   | Bissau                    |
| Gwinea Równikowa                     | Silvia Adjomo Ndong              | 20   | Malabo                    |
| Haiti                                | Alysha Morency                   | 25   | Port-au-Prince            |
| Holandia                             | Brenda Felicia Muste             | 22   | Arnhem                    |
| Honduras                             | Ana Grisel Romero                | 20   | Olanchito                 |
| Hongkong                             | Lila Lam                         | 26   | Hongkong                  |
| Indie                                | Suman Rao                        | 21   | Udaipur                   |
| Indonezja                            | Princess Megonondo               | 19   | Jambi                     |
| Irlandia                             | Chelsea Farrell                  | 19   | Louth                     |
| Irlandia Północna                    | Lauren Eve Leckey                | 20   | Stoneyford                |
| Islandia                             | Kolfinna Mist Austfjörð          | 23   | Reykjavík                 |
| Jamajka                              | Toni-Ann Singh                   | 23   | Saint Thomas              |
| Japonia                              | Marika Sera                      | 17   | Prefektura Kanagawa       |
| Kajmany                              | Jaci Patrick                     | 24   | West Bay                  |
| Kambodża                             | Vy Sreyvin                       | 20   | Phnom Penh                |
| Kanada                               | Naomi Colford                    | 19   | Sydney                    |
| Kazachstan                           | Madina Batyk                     | 20   | Pawłodar                  |
| Kenia                                | Maria Wavinya                    | 18   | Nyandarua                 |
| Kirgistan                            | Ekaterina Zabolotnova            | 24   | Biszkek                   |
| Kolumbia                             | Sara Arteaga Franco              | 25   | Medellín                  |
| Korea Południowa                     | Lim Ji-yeon                      | 20   | Seul                      |
| Kostaryka                            | Jessica Jiménez                  | 25   | San José                  |
| Laos                                 | Nelamith Xaypannha               | 20   | Vientiane                 |
| Luksemburg                           | Melanie Heynsbroek               | 19   | Luksemburg                |
| Makau                                | Yu Yanan                         | 20   | Makau                     |
| Malezja                              | Alexis SueAnn Seow               | 24   | Kuala Lumpur              |
| Malta                                | Nicole Vella                     | 20   | Valletta                  |
| Mauritius                            | Urvashi Gooriah                  | 19   | Port Louis                |
| Meksyk                               | Ashley Alvídrez                  | 20   | Ciudad Juárez             |
| Mjanma                               | Khit Lin Latt Yoon               | 22   | Rangun                    |
| Mołdawia                             | Elizaveta Kuznitova              | 19   | Tyraspol                  |
| Mongolia                             | Tsevelmaa Mandakh                | 22   | Ułan Bator                |
| Nepal                                | Anushka Shrestha                 | 22   | Katmandu                  |
| Nigeria                              | Nyekachi Douglas                 | 20   | Calabar                   |
| Nikaragua                            | María Teresa Cortéz              | 18   | Carazo                    |
| Nowa Zelandia                        | Lucy Brock                       | 24   | Auckland                  |
| Panama                               | Agustina Ruiz Arrechea           | 25   | Chitré                    |
| Paragwaj                             | Araceli Bobadilla                | 20   | Asunción                  |
| Peru                                 | Angella Escudero                 | 23   | Sullana                   |
| Polska                               | Milena Sadowska                  | 20   | Oświęcim                  |
| Południowa Afryka                    | Mariah Joseph Maget              | 22   | Juba                      |
| Portoryko                            | Daniella Rodríguez               | 22   | Bayamón                   |
| Portugalia                           | Inês Brusselmans                 | 24   | Oeiras                    |
| Rosja                                | Alina Sanko                      | 20   | Azow                      |
| Rwanda                               | Meghan Nimwiza                   | 20   | Kigali                    |
| Salwador                             | Fatima Mangandi                  | 27   | Santa Tecla               |
| Samoa                                | Alalamalae Lata                  | 20   | Apia                      |
| Senegal                              | Alberta Diatta                   | 19   | Ziguinchor                |
| Sierra Leone                         | Enid Jones-Boston                | 20   | Freetown                  |
| Singapur                             | Sheen Cher                       | 20   | Singapur                  |
| Słowacja                             | Frederika Kurtulíková            | 24   | Bratysława                |
| Słowenia                             | Špela Alič                       | 20   | Lublana                   |
| Sri Lanka                            | Dewmi Thathsarani                | 20   | Sri Jayawardenepura Kotte |
| Stany Zjednoczone                    | Emmy Cuvelier                    | 23   | Pierre                    |
| Sudan Południowy                     | Mariah Joseph Maget              | 22   | Juba                      |
| Szkocja                              | Keryn Matthew                    | 24   | Edynburg                  |
| Szwecja                              | Daniella Lundqvist               | 20   | Kalmar                    |
| Tajlandia                            | Narintorn Chadapattarawalrachoat | 22   | Pathum Thani              |
| Tanzania                             | Sylvia Sebastian                 | 19   | Mwanza                    |
| Trynidad i Tobago                    | Tya Janè Ramey                   | 21   | Port of Spain             |
| Tunezja                              | Sabrine Mansour                  | 23   | Mahdia                    |
| Turcja                               | Simay Rasimoğlu                  | 22   | Stambuł                   |
| Uganda                               | Oliver Nakakande                 | 24   | Bombo                     |
| Ukraina                              | Marharyta Pasha                  | 24   | Charków                   |
| Walia                                | Gabriella Jukes                  | 22   | Port Talbot               |
| Wenezuela                            | Isabella Rodríguez               | 26   | Petare                    |
| Węgry                                | Krisztina Nagypál                | 22   | Budapeszt                 |
| Wietnam                              | Lương Thùy Linh                  | 19   | Cao Bằng                  |
| Włochy                               | Adele Sammartino                 | 24   | Pompeje                   |
| Wyspy Cooka                          | Tajiya Eikura Sahay              | 26   | Avarua                    |
| Wyspy Dziewicze Stanów Zjednoczonych | A’yana Keshelle Phillips         | 24   | Saint Thomas              |